# Transformers: Az utolsó lovag
A Transformers: Az utolsó lovag (eredeti cím: Transformers: The Last Knight) egész estés amerikai film, amelyet 2017-ben mutattak be a mozikban, a Transformers: A kihalás kora című mozifilm folytatása, és a Transformers-filmek 5. része.
A forgatókönyvet Art Marcum, Matt Holloway és Ken Nolan írta, Michael Bay rendezte, a zenéjét Steve Jablonsky szerezte, a producerek Don Murphy, Tom DeSanto, Lorenzo di Bonaventura és Ian Bryce. A főszereplők Mark Wahlberg, Laura Haddock, Anthony Hopkins, Josh Duhamel, Santiago Cabrera, Isabela Moner, Peter Cullen, Vatanabe Ken, Frank Welker, Mitch Pileggi és Jerrod Carmichael. A DreamWorks készíti, a Paramount Pictures forgalmazza.
Magyarországon 2017. június 22-én, Amerikában 2017. június 21-én mutatták be a mozikban.

## Cselekmény
Az utolsó lovag szétzúzza a Transformers sorozat alapmítoszát, és átírja azt, hogy mit is jelent hősnek lenni. Az emberek és az alakváltók háborúban állnak, és Optimusz Fővezér nincs többé. Jövőnk megmentésének kulcsa a múlt titkaiban van eltemetve, a Transzformerek rejtélyes történelmében. Világunk megmentése egy valószínűtlen szövetség kezében van, melynek tagjai Cade Yeager (Mark Wahlberg), Űrdongó (Erik Aadahl), egy angol Lord (Anthony Hopkins) és egy oxfordi professzor (Laura Haddock).
Mindenki életében eljön a pillanat, amikor helyt kell állnia. A Transformers: Az utolsó lovagban ez üldözettekből hősök lesznek. A hősökből gonosztevők lesznek. Csak egy világ élheti túl: az övék, vagy a miénk.

## Szereplők

### Emberek
- Cade Yeager: Mark Wahlberg (Miller Zoltán)
- Viviane Wembley: Laura Haddock (Peller Anna)
- Sir Edmund Burton: Anthony Hopkins (Fodor Tamás)
- William Lennox: Josh Duhamel (Hujber Ferenc)
- Santos: Santiago Cabrera (Welker Gábor)
- Izabella: Isabela Moner (Pekár Adrienn)
- Jimmy: Jerrod Carmichael (Kovács Lehel)
- Merlin: Stanley Tucci (Csankó Zoltán)
- Seymour Simmons: John Turtorro (Kálid Artúr)
- Artúr király: Liam Garrigan (Horváth Illés)
- Sherman: Gil Birmingham (Háda János)
- Morshower tábornok: Glenn Morshower (Berzsenyi Zoltán)
- Tessa Yeager: Nicola Peltz (Andrusko Marcella)
- Lancelot: Martin McCreadie (Debreczeny Csaba)
- JPL mérnök: Tony Hale (Karácsonyi Zoltán)
- Brit miniszterelnök: Mark Dexter (Czvetkó Sándor)
- Saebert: Daniel Adegboyega (Horváth-Töreki Gergely)
- A kormány ügynöke Jim Wisniewski (Szatmári Attila)

### Autobotok
- Optimus Prime (Optimusz fővezér): Peter Cullen (Szélyes Imre)
- Bumblebee (Űrdongó): Erik Aadahl (Bácskai János)
- Hound (Vadászeb): John Goodman (Papp János)
- Drift: Vatanabe Ken (Széles Tamás)
- Crosshairs (Célkereszt): John DiMaggio (Schneider Zoltán)
- Hot Rod (Nagyágyú): Omar Sy (Schnell Ádám)
- Daytrader (Ószeres): Steve Buscemi (Seder Gábor)
- Canopy (Védernyő): Frank Welker (Tóth Zoltán)
- Sqweeks (Csikorgó): Reno Wilson (Molnár Levente)
- Cogman: Jim Carter (Konrád Antal)
- Wheelie: Tom Kenny (Kossuth Gábor)
- Topspin (Dugóhúzó): Steven Barr (Zágoni Zsolt)
- Grimlock (Mogorva)
- Slug (Salak)

### Álcák
- Megatron: Frank Welker (Borbiczki Ferenc)
- Barricade (Barikád): Jess Harnell (Pálfai Péter)
- Nitro Zeus: John DiMaggio (Zágoni Zsolt)
- Mohawk (Taraj): Reno Wilson (Csőre Gábor)
- Onslaught (Cudar) (Turi Bálint)
- Dreadbot (Rémbot)
- Berserker

### Egyéb alakváltók
- Quintessa: Gemma Chan (Sallai Nóra)
- Infernocus
- Unicron

## Magyar változat
A szinkront a Mafilm Audio Kft. készítette. Forgalmazza a UIP-Duna Film.
- Magyar szöveg: Speier Dávid
- Hangmérnök: Jacsó Bence
- Rendezőasszisztens és vágó: Kajdácsi Brigitta
- Gyártásvezető: Kincses Tamás
- Szinkronrendező: Tabák Kata
- Felolvasó: Korbuly Péter
- További magyar hangok: Anga Kakszi István, Ács Balázs, Bartók László, Bognár Tamás, Bordás János, Endrédi Máté, Fehér Péter, Frajt Edit, Gyurin Zsolt, Haagen Imre, Halász Aranka, Hám Bertalan, Horváth-Töreki Gergely, Juhász György, Király Adrián, Kisfalusi Lehel, Kocsis Judit, Kocsis Mariann, Láng Balázs, László Zsolt, Magyar Bálint, Matus Gábor, Mesterházy Gyula, Mezei Kitty, Mészáros Máté, Nádasi Veronika, Nagy Gereben, Nemes Takách Kata, Németh Attila István, Pál Tamás, Sárközi József, Stern Hanna, Straub Martin, Suhajda Dániel, Szabó Máté, Szatmári Attila, Tóth Márk, Vándor Éva, Vári Attila, Várkonyi András, Zöld Csaba

## Értékelések
- New York Daily News – 75/100
- Variety – 60/100
- Entertainment Weekly – 58/100
- Philadelphia Daily News – 50/100
- Los Angeles Times – 50/100
- Indiewire – 50/100
- Tampa Bay Times – 50/100
- The New York Times – 50/100
- The Hollywood Reporter – 40/100
- The Seattle Times – 38/100
- The Washington Post – 25/100
- New York Post – 25/100
- Boston Globe – 25/100
- San Francisco Chronicle – 25/100
- USA Today – 25/100
- Arizona Republic – 20/100
- Austin Chronicle – 11/100